# Аліса фон Баттенберг
Аліса фон Баттенберг (нім. Alice; 25 лютого 1885, Віндзорський замок, Велика Британія — 5 грудня 1969, Букінгемський палац, Лондон) — німецька принцеса з династії Баттенберг. Дружина грецького принца Андрія і мати принца Філіпа, герцога Единбурзького, чоловіка королеви Великої Британії Єлизавети II.
Правнучка королеви Вікторії, Аліса народилася у Віндзорському замку та виросла у Великобританії, Німеччині та на Мальті. Гессенська принцеса за походженням, вона була членом родини Баттенбергів, морганатичної гілки дому Гессен-Дармштадт. Аліса мала вроджені вади слуху. До вигнання більшої частини грецької королівської родини в 1917 році вона жила в Греції. Через кілька років після повернення до Греції її чоловіка частково звинуватили в поразці країни в греко-турецькій війні (1919—1922), і сім'я знову була змушена виїхати аж до відновлення грецької монархії в 1935 році.
1930 року принцесі поставили діагноз шизофренія, і її відправили в санаторій у Швейцарії; після цього вона жила окремо від чоловіка. Після одужання більшу частину років, що залишилися, вона присвятила благодійній діяльності в Греції. Вона залишалася в Афінах під час Другої світової війни, надаючи притулок єврейським біженцям, за що ізраїльський меморіальний заклад жертв Голокосту Яд Вашем визнав її «Праведницею народів світу». Після війни вона залишилася в Греції та заснувала грецький православний орден медсестер-черниць, знаний як християнське сестринство Марти і Марії.
Після повалення короля Греції Костянтина II в 1967 році та встановлення військового правління в Греції її син і невістка запросили принцесу Алісу жити в Букінгемському палаці в Лондоні, де вона померла через два роки. 1988 року її останки були перенесені зі сховища в місці її народження, у Віндзорському замку, до церкви Марії Магдалини при однойменному російському православному монастирі на Оливковій горі в Єрусалимі.

## Імена
- Вікторія-Аліса-Єлизавета-Юлія-Марія Баттенберзька (нім. Victoria Alice Elizabeth Julia Marie von Battenberg) — повне ім'я.
- Аліса Баттенберзька, або Аліса фон Баттенберг (нім. Victoria Alice Elizabeth Julia Marie von Battenberg) — скорочене ім'я.

## Раннє життя
Аліса народилася в гобеленовій кімнаті у Віндзорському замку, графство Беркшир, у присутності її прабабусі, королеви Вікторії. Вона була старшою дитиною принца Людвіга Баттенбергського та його дружини, принцеси Вікторії Гессенської та Рейнської. Її мати була старшою дочкою Людвіга IV, великого герцога Гессенського, і принцеси Аліси Великобританської, другої дочки королеви. Її батько був старшим сином принца Олександра Гессенського і Рейнського через морганатичний шлюб із графинею Юлією фон Гауке, яка в 1858 році Людовігом III, великим герцогом Гессенським була проголошена принцесою Баттенберзькою. Троє її молодших братів і сестер, Луїза, Джордж і Луїс, згодом стали відповідно королевою Швеції, маркізом Мілфорд-Гейвеном і графом Маунтбеттеном Бірми.
25 квітня 1885 року Алісу охрестили в Дармштадті як Вікторію Алісу Елізабет Джулію Марі. У неї було шість хрещених батьків: троє її бабусь і дідусів, що були живі, великий герцог Людовік IV Гессенський, князь Олександр Гессенський і Рейнський та Юлія, принцеса Баттенберзька; її тітка по материнській лінії велика княгиня російська Єлизавета Федорівна; її тітка по батьківській лінії принцеса Марія Ербах-Шенбергська; і її прабабуся по материнській лінії королева Вікторія.
Своє дитинство Аліса провела між Дармштадтом, Лондоном, Югенгаймом і Мальтою (де час від часу служив її батько, офіцер флоту). Її мати помітила, що вона повільно вчиться говорити, і занепокоїлася її нечіткою вимовою. Після того, як її бабуся, принцеса Баттенберзька, виявила проблему та відвела її до лора, у неї діагностували вроджені вади слуху. За підтримки матері Аліса навчилася читати по губах і говорити англійською та німецькою мовами. Отримавши приватну освіту, вона вивчала французьку, а пізніше, після заручин, вивчила грецьку. Її ранні роки пройшли в компанії її королівських родичів, і вона була дружкою нареченої на весіллі принца Джорджа, герцога Йоркського, і принцеси Мері Текської (пізніше короля Георга V і королеви Марії) у 1893 році. За кілька тижнів до свого 16-річчя вона відвідала похорони королеви Вікторії в каплиці Святого Георгія Віндзорського замку, а незабаром після цього її конфірмували в англіканській вірі.

## Шлюб

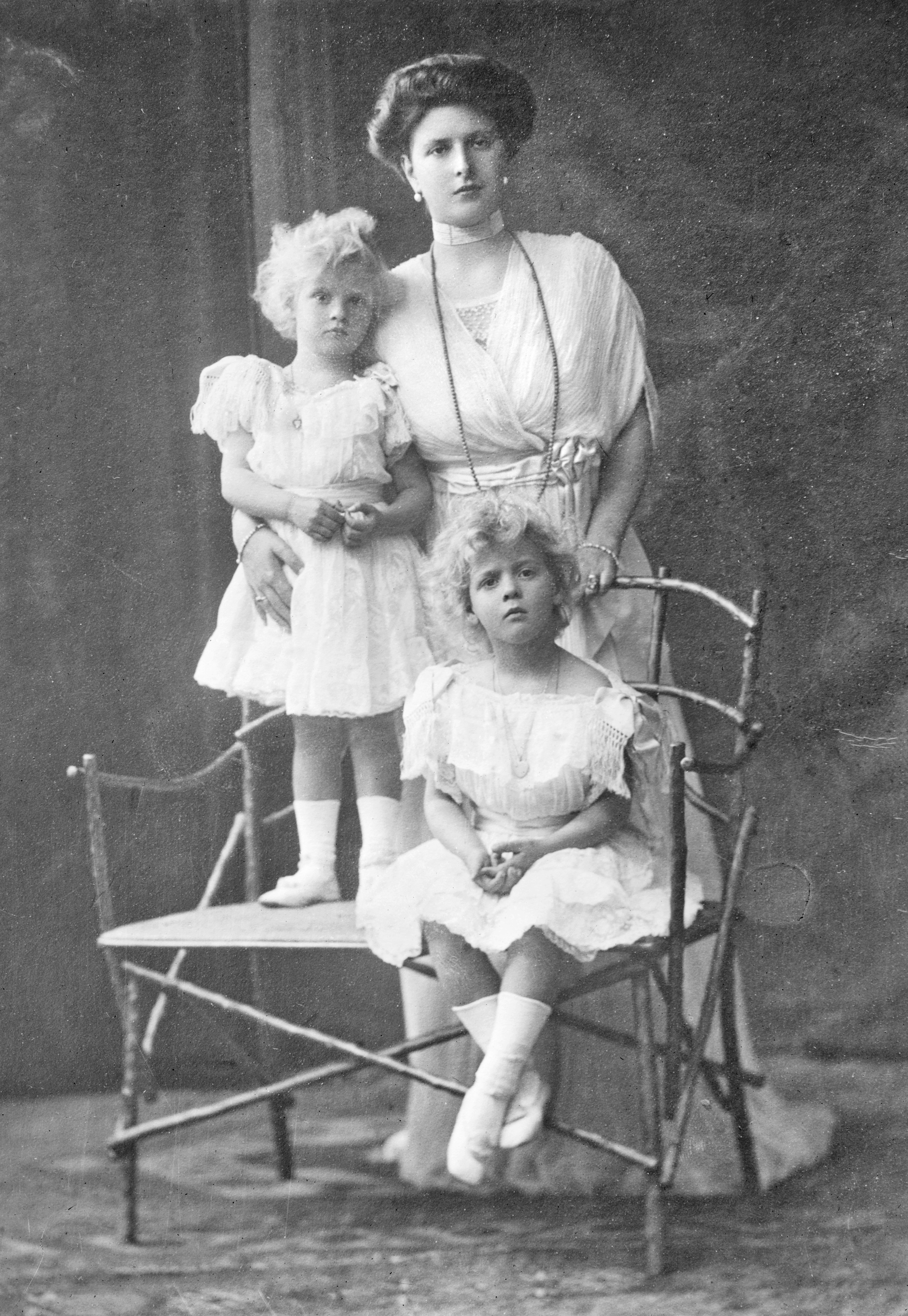
Принцеса Аліса з першими двома дітьми, Маргаритою і Теодорою, прибл. 1910

Принцеса Аліса познайомилася з принцом Греції та Данії Андрієм (в родині знаний як Андреа), четвертим сином короля Греції Георга I та Ольги Костянтинівни російської, 1902 року під час коронації короля Едуарда VII в Лондоні. 6 жовтня 1903 року вони одружилися на цивільній церемонії в Дармштадті. Наступного дня відбулися дві релігійні шлюбні церемонії; одна лютеранська у євангельській замковій церкві та одна греко-православна у російській каплиці на Матільденгое. Вона перейняла стиль імені свого чоловіка, ставши «принцесою Ендрю». Наречений і наречена були тісно пов'язані з правлячими домами Сполученого Королівства, Німеччини, Росії, Данії та Греції, і їхнє весілля було одним із великих зібрань нащадків королеви Вікторії та короля Крістіана IX, які проводилися перед Першою світовою війною. У принца та принцеси було п'ятеро дітей: Маргарита, Теодора, Сесілія, Софія та Філіп.

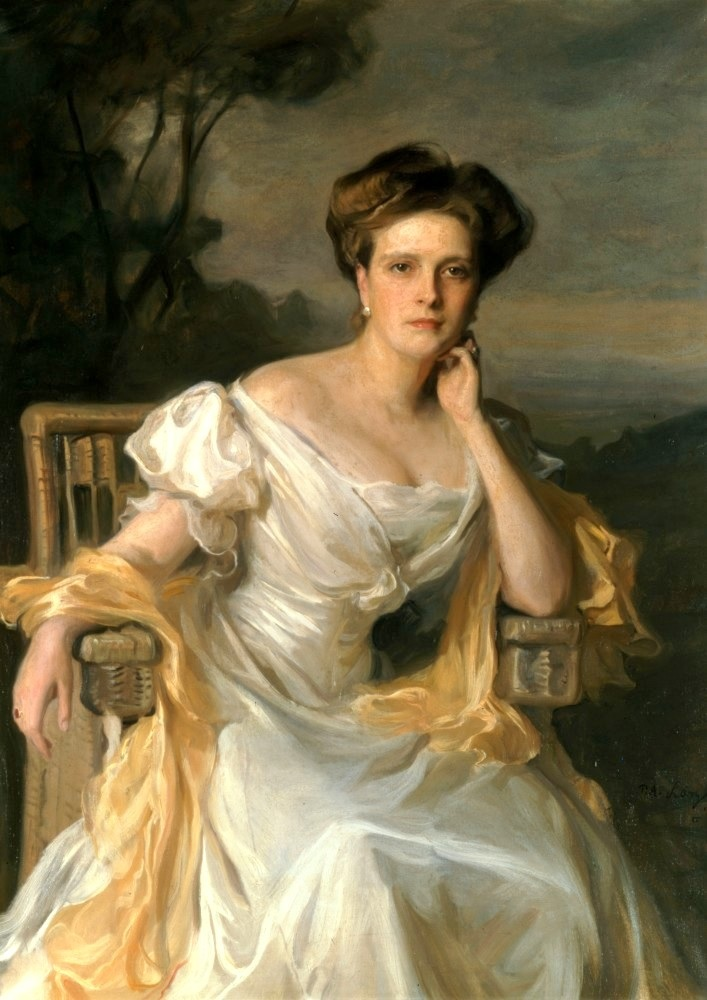
Принцеса Греції та Данії Аліса, художник Філіп де Ласло, 1907 рік. Приватна колекція принца Філіпа, герцога Единбурзького.

Після весілля принц Андрій продовжив військову кар'єру, а принцеса зайнялася благодійністю. 1908 року вона відвідала Росію на весіллі великої княжни Марії та шведського принца Вільяма. Перебуваючи там, вона розмовляла зі своєю тіткою великою княгинею Єлизаветою Федорівною, яка виробляла плани заснування духовного ордену медсестер. Принцеса Аліса була присутня на закладці фундаменту для нової церкви своєї тітки. Пізніше того ж року Єлизавета почала роздавати все своє майно, готуючись до духовнішого життя. Повернувшись до Греції, принц і принцеса виявили, що політична ситуація погіршала, оскільки уряд Афін відмовився підтримати критський парламент, який закликав до об'єднання Криту (досі номінально частини Османської імперії) з материковою Грецією. Група незадоволених офіцерів сформувала Грецьку націоналістичну Військову лігу, яка зрештою призвела до відставки принца Андрія з армії та приходу до влади Елефтеріоса Венізелоса.

## Послідовні життєві кризи
З початком Балканських війн принца Андрія було відновлено на службі в армії. Принцеса Аліса почала працювати медсестрою, допомагаючи під час операцій і створюючи польові шпиталі. За цю роботу, за яку 1913 року король Георг V нагородив її Королівським Червоним Хрестом. Під час Першої світової війни її швагер, король Греції Костянтин I, дотримувався політики нейтралітету, попри те, що демократично обраний уряд Венізелоса підтримував союзників. Під час французького бомбардування Афін 1 грудня 1916 року принцеса Аліса та її діти були змушені сховатися в підвалах палацу. До червня 1917 року політика нейтралітету короля стала настільки неспроможною, що вона та інші члени грецької королівської родини були змушені піти у вигнання, коли король Костянтин зрікся престолу. Наступні кілька років велика частина грецької королівської сім'ї жила у Швейцарії.
Глобальна війна фактично покінчила з політичною владою більшості європейських династій. Морська кар'єра батька принцеси Аліси, принца Людовика Баттенберзького, зазнала краху на початку війни через антинімецькі настрої в Британії. На прохання короля Георга V 14 липня 1917 року він відмовився від гессенського титулу принца Баттенбергського та звертання Світлої Високості та англізував прізвище на Маунтбеттен. Наступного дня король призначив його маркізом Мілфорд-Гейвеном у званні перства Сполученого Королівства. Наступного року під час російської революції дві тітки принцеси Аліси, російська імператриця Олександра Федорівна та велика княгиня Єлизавета Федорівна, були вбиті більшовиками. Наприкінці війни Російська, Німецька та Австро-Угорська імперії впали, а дядько принцеси Аліси Ернест Людвіг, великий герцог Гессенський, був скинутий.

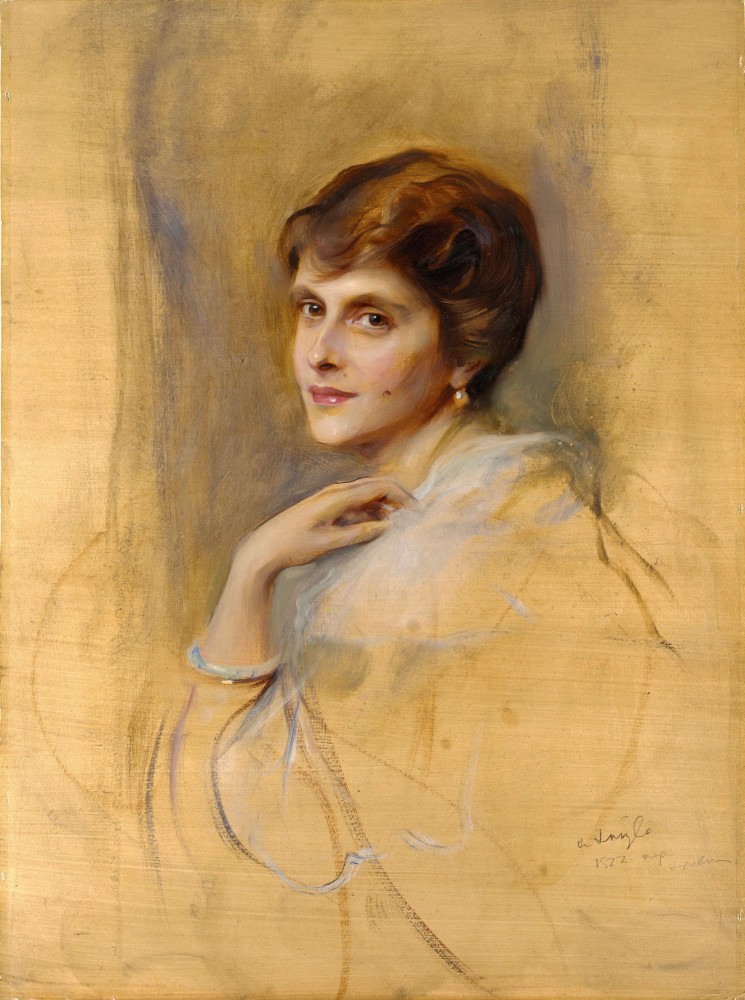
Принцеса Греції та Данії Аліса, художник Філіп де Ласло, 1922 рік. Приватна колекція принца Філіпа, герцога Единбурзького.

Після відновлення Костянтина в 1920 році принц і принцеса ненадовго повернулися до Греції. Тут вони оселилися в палаці Мон Репо (успадкованому принцом Андрієм після вбивства його батька в 1913 році) на острові Корфу. Але після поразки грецької армії в греко-турецькій війні Революційний комітет під керівництвом полковників Ніколаоса Пластіраса та Стиліаноса Гонатасп захопив владу та знову змусив короля Костянтина піти у вигнання. Князь Андрій, який під час війни був командувачем 2-го армійського корпусу, був заарештований. Кілька колишніх міністрів і генералів, арештованих одночасно, після короткого суду були розстріляні, і британські дипломати припустили, що принцу Андрію також загрожує смертельна небезпека. Після показового суду його засудили до вигнання, а принц і принцеса та їхні діти втекли з Греції на борту британського крейсера HMS Calypso під захистом британського військово-морського аташе командувача Джеральда Телбота.

## Захворювання
Сім'я оселилася в невеликому будинку, позиченому їм принцесою Греції та Данії Марі, у Сен-Клу, на околиці Парижа, де принцеса Аліса допомагала в благодійній організації для грецьких біженців. Вона стала глибоко набожною і в жовтні 1928 року прийняла православну віру. Тієї зими вона переклала англійською текст захисту проти звинувачень свого чоловіка у його діях під час греко-турецької війни. Невдовзі після цього вона почала стверджувати, що отримує божественні послання та має цілющу силу.
1930 року її поведінка ставала все більш непостійною, і вона стверджувала, що спілкувалася з Буддою і Христом. Їй діагностували параноїдну шизофренію спочатку Томас Росс, психіатр, який спеціалізується на лікуванні контузійного шоку, а згодом сер Моріс Крейг, який лікував майбутнього короля Георга VI до того, як той мав логопеда. Діагноз підтвердили в санаторії Ернста Зіммеля в Тегелі, Берлін. Її примусово вилучили з сім'ї та помістили в санаторій Людвіга Бінсвангера в Кройцлінгені, Швейцарія. Це був відомий і шанований заклад з кількома відомими пацієнтами, у тому числі Вацлавом Ніжинським, артистом балету та хореографом, який був там одночасно з принцесою. Бінсвангер також діагностував у неї шизофренію. І він, і Зіммель звернулися за порадою до Зигмунда Фрейда, який дійшов висновку, що марення походять від сексуального розладу, і запропонував «провести рентген її яєчників, щоб вбити її лібідо». Вона продовжувала наголошувати на своїй розсудливості та неодноразово намагалася покинути санаторій.
Під час тривалого одужання принцеса Аліса розлучилася з принцом Андрієм. Всі її дочки вийшли заміж за німецьких принців у 1930 і 1931 роках (вона не була на жодному весіллі), а принц Філіп поїхав до Сполученого Королівства до своїх дядьків, лорда Луї Маунтбеттена і Джорджа Маунтбеттена, 2-го маркіза Мілфорд-Гейвен, і своєї бабусі, вдовуючої маркізи Мілфорд-Гейвен.
Принцеса Аліса залишалася в Кройцлінгені протягом двох років, але після короткого перебування в клініці в Мерано на півночі Італії була звільнена і почала мандрівне проживання інкогніто в Центральній Європі. Вона підтримувала зв'язок зі своєю матір'ю, але до кінця 1936 року розірвала зв'язки з рештою своєї родини. 1937 року її дочка Сесілі, її зять Георг і двоє її онуків загинули в авіакатастрофі в Остенде; вона та принц Андрій зустрілися на похоронах вперше за шість років (на них також були присутні принц Філіп і лорд Луїс Маунтбаттен). Вона відновила контакт зі своєю родиною і в 1938 році повернулася до Афін сама, щоб працювати з бідними, проживаючи в двокімнатній квартирі біля музею Бенакі.

## Друга Світова війна
Під час Другої світової війни принцеса Аліса опинилася в складній ситуації: її зяті воювали на боці Німеччини, а син був у британському Королівському флоті. Її двоюрідний брат, принц Віктор цу Ербах-Шенберг, був послом Німеччини в Греції до окупації Афін силами Осі в квітні 1941 року. Вона та її невістка, принцеса Олена Грецька, під час війни жили в Афінах, тоді як більшість грецької королівської родини залишалася у вигнанні в Південній Африці. Вона переїхала зі своєї маленької квартири в триповерховий будинок свого зятя Георга в центрі Афін. Вона працювала в Червоному Хресті, допомагала в організації їдалень для голодуючого населення та прилетіла до Швеції, щоб привезти медичне приладдя під приводом відвідання своєї сестри, кронпринцеси Луїзи. Вона організувала два притулки для сиріт і втрачених дітей, а також сестринський центр для бідних районів.
Окупаційні сили, очевидно, вважали, що принцеса Аліса була пронімецькою, оскільки один із її зятів, принц Крістоф Гессенський, був членом НСДАП і Ваффен-СС, а інший, Бертольд, маркграф Бадена, був демобілізований з німецької армії в 1940 році після поранення у Франції. Проте, коли її відвідав німецький генерал, який запитав її, чи він може щось для неї зробити, вона відповіла: «Ви можете вивести свої війська з моєї країни».

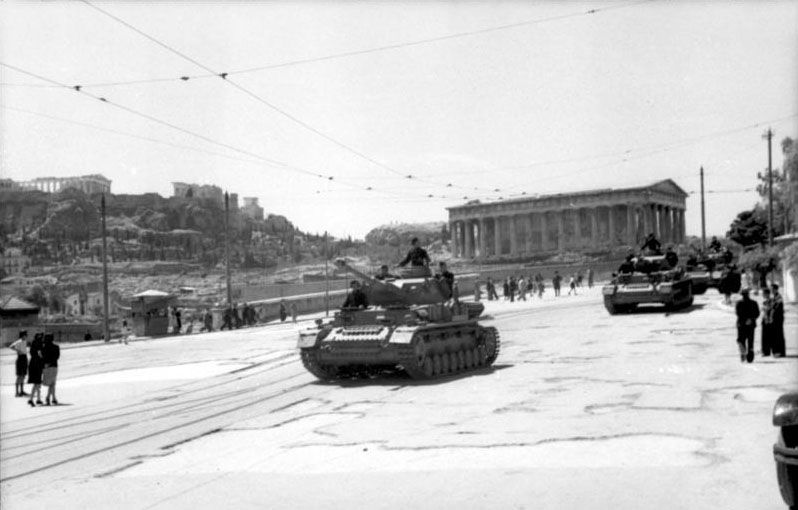
Німецькі танки проходять через Афіни, 1943 рік

Після падіння італійського диктатора Беніто Муссоліні у вересні 1943 року німецька армія окупувала Афіни, де шукала притулку меншина грецьких євреїв. Більшість євреїв (близько 60 000 із загального населення 75 000) було депортовано до нацистських концтаборів, де всі, крім 2 000, загинули. У цей період принцеса Аліса переховувала єврейську вдову Рейчел Коен і двох з п'яти її дітей, які намагалися уникнути гестапо і депортації в табори смерті. 1913 року чоловік Рейчел, Гаймакі Коен, допомагав королю Греції Георгу I. Натомість король Георг запропонував йому будь-яку послугу, яку він міг виконати, якщо Коен коли-небудь її потребуватиме. Багато років потому, під час нацистської загрози, син Коена згадав про це і звернувся до принцеси Аліси, яка разом із принцесою Ніколас була однією з двох членів королівської родини, які залишилися в Греції. Принцеса Аліса виконала обіцянку й врятувала родину Коенів. За це Аліса отримала звання Праведниці народів світу.
Коли в жовтні 1944 року Афіни були звільнені, Гарольд Макміллан відвідав принцесу Алісу й описав, що вона «жила в скромних, якщо не сказати, дещо убогих умовах». У листі до сина вона зізналася, що останній тиждень перед звільненням не їла нічого, крім хліба з маслом, і кілька місяців не їла м'яса. До початку грудня ситуація в Афінах була далека від покращення; комуністичні партизани (ELAS) боролися з англійцями за контроль над столицею. Коли тривали бої, принцесу Алісу повідомили, що її чоловік загинув, якраз у той момент, коли з'явилися надії на післявоєнне возз'єднання пари. Вони не бачилися з 1939 року. Під час боїв, на розчарування британців, вона наполягала на тому, щоб ходити вулицями, роздаючи пайки поліцейським і дітям, порушуючи наказ про комендантську годину. Коли її попередили, що їй загрожує вразити випадкова куля, вона відповіла: «Мені кажуть, що ти не чуєш пострілу, який тебе вбиває, і в будь-якому випадку я глуха. Тож чому про це хвилюватися?»

## Вдівство
У квітні 1947 року принцеса Аліса повернулася до Сполученого Королівства, щоб відвідати листопадове весілля свого єдиного сина Філіпа з принцесою Єлизаветою, старшою донькою та ймовірною спадкоємицею короля Георга VI. Деякі з коштовностей, що залишилися, вона використала для обручки принцеси Єлизавети. У день весілля Георг VI призначив її сина герцогом Единбурзьким. Під час весільної церемонії принцеса Аліса сиділа на чолі своєї родини на північній стороні Вестмінстерського абатства, навпроти короля, королеви Єлизавети та королеви Марії. Дочок принцеси Аліси на весілля не запросили через антинімецькі настрої в Британії після Другої світової війни.
У січні 1949 року принцеса заснувала орден медсестер грецьких православних черниць, Християнське сестринство Марфи і Марії, за зразком монастиря, який її тітка, великомучениця Велика княгиня Єлизавета Федорівна, заснувала в Росії в 1909 році. Вона навчалася на грецькому острові Тінос, створила дім для ордена в селі на північ від Афін і здійснила дві подорожі Сполученими Штатами в 1950 і 1952 роках, щоб зібрати кошти. Її мати була збентежена її діями: «Що ви можете сказати про черницю, яка курить і грає в канасту?», — сказала вона. 1952 року невістка Аліси стала королевою королівств Співдружності, і в червні 1953 року принцеса була присутня на коронації нової королеви, одягнена в двоколірну сіру сукню з косою в стилі її черниць.
1960 року вона відвідала Індію на запрошення Раджкумарі Амріта Каура, який був вражений інтересом принцеси Аліси до індійської релігійної думки, а також для її власних духовних пошуків. Подорож перервали через те, що вона раптово захворіла, і її невістка, Едвіна Маунтбеттен, графиня Бірми, яка випадково проїжджала через Делі під час власного туру, була змушена загладжувати справи з індійськими господарями, які були здивовані раптовою зміною планів принцеси Аліси. Пізніше вона стверджувала, що пережила позатілесний досвід. Едвіна продовжила свій власний тур і померла наступного місяця.
Принцеса Аліса дедалі більше втрачала слух та слабувала здоров'єм. Вона востаннє залишила Грецію після перевороту чорних полковників 21 квітня 1967 року. Королева Єлизавета II і принц Філіп запросили принцесу на постійне проживання в Букінгемському палаці в Лондоні. Король Костянтин II і королева Греції Анна-Марія вирушили у вигнання у грудні того ж року після невдалого контрперевороту роялістів.

## Смерть і поховання

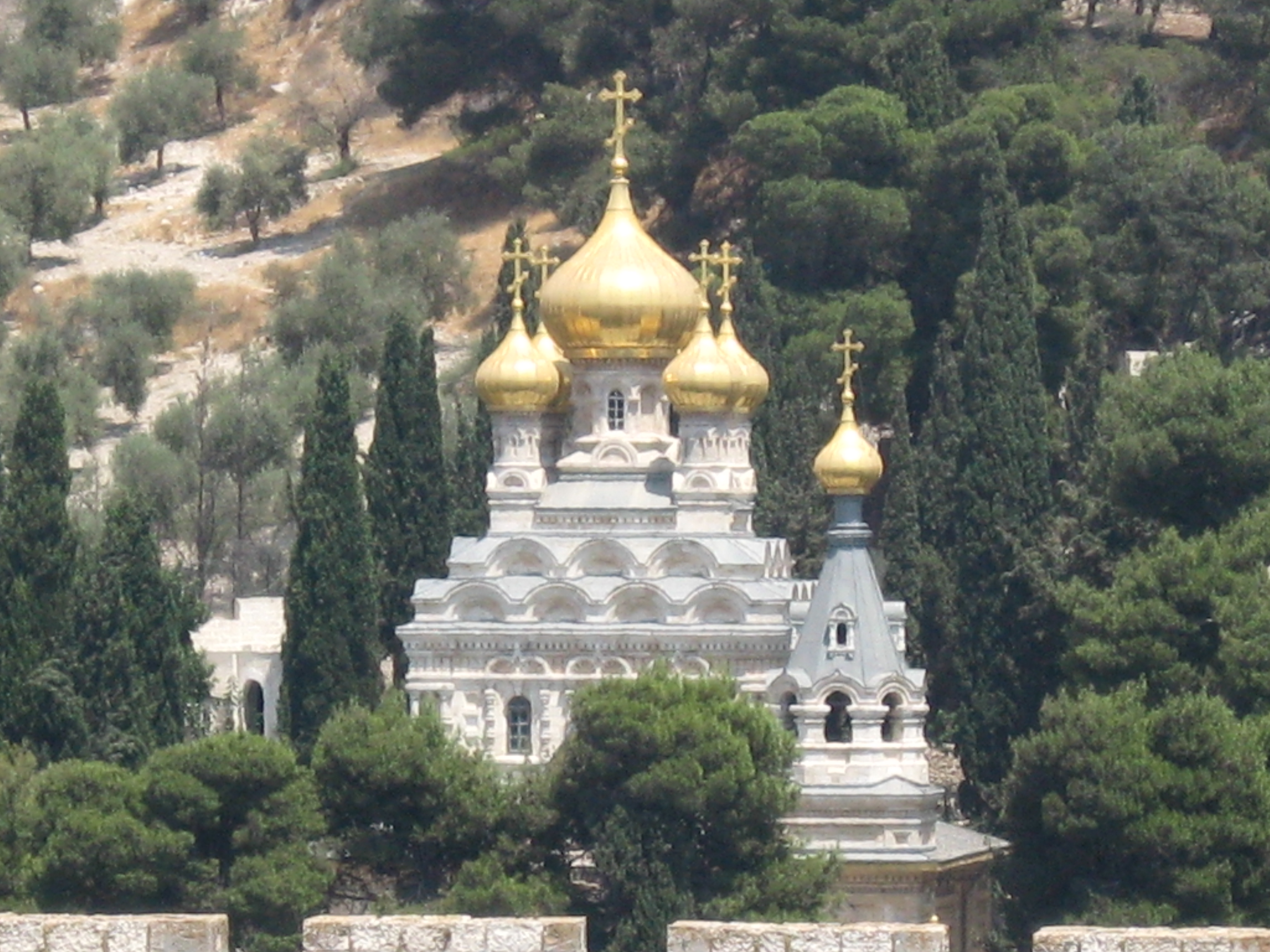
Церква Марії Магдалини, місце поховання Аліси в Єрусалимі

Попри старість надалі житті, принцеса Аліса залишалася при здоровому глузді, але фізично слабкою. Вона померла в Букінгемському палаці 5 грудня 1969 року. Вона не залишила майна, віддавши все на благодійність. Спочатку 10 грудня 1969 року її останки помістили в Королівському склепі в каплиці Святого Георгія у Віндзорському замку, але перед смертю вона висловила бажання бути похованою в монастирі Святої Марії Магдалини в Гетсиманії на Оливковій горі в Єрусалимі (біля своєї тітки великої княгині Єлизавети Федорівни, російської православної святої). Коли її донька, принцеса Софія Грецька та Данська, поскаржилася, що їм буде надто далеко, щоб відвідати її могилу, принцеса Аліса пожартувала: «Дурниці, тут чудове автобусне сполучення!» Її бажання було реалізовано 3 серпня 1988 року, коли її останки перенесли до місця останнього спочинку в крипті під церквою.
31 жовтня 1994 року двоє дітей принцеси Аліси, герцог Единбурзький і принцеса Софія Ганноверська, поїхали до Яд Вашем (Меморіал Голокосту) в Єрусалимі, щоб стати свідками церемонії вшанування її як «Праведниці народів світу» за те, що вона сховала Коенів в її будинку в Афінах під час Другої світової війни. Принц Філіп сказав про надання притулку своїй матері переслідуваним євреям: «Я підозрюю, що їй ніколи не спало на думку, що її вчинок був чимось особливим. Вона була людиною з глибокою релігійною вірою, і вона вважала це цілком природньою людською реакцією на ближніх у біді». У 2010 році британський уряд посмертно назвав принцесу Героєм Голокосту.

## Пам'ять

### У кінематографі
Принцеса Аліса ушанована у серіалі «Корона».

## Титули, звертання та відзнаки

### Титули та звертання
- 25 лютого 1885 — 6 жовтня 1903: Її Ясновельможність Принцеса Аліса Баттенберг[65]
- 6 жовтня 1903 — 5 грудня 1969: Її Королівська Вельможність Принцеса Греції та Данії Андрієва[65]
- З 1949 року і до самої смерті вона іноді була знана як ігуменя Аліса-Елізабет[66]

### Нагороди прижиттєві
- дама Домового Ордену Золотого Лева (Гессен), 7 жовтня 1903 рік[67]
- Дама великого хреста Ордену Святих Ольги і Софії[68]
- Королівський Червоний Хрест, 1913 рік
- Дама Ордену Королеви Марії Луїзи, 9 квітня 1928 рік[69]

### Нагороди посмертні
- Праведник народів світу, 1993
- Британський герой Голокосту, 2010

## Родина
Чоловік — Андрій (1882-1944), принц Грецьким і Данським
Діти:
- Маргарита, принцеса Грецька і Данська (18.04.1905 — 24.04.1981) — перша праправнучка королеви Вікторії, одружилася з німецьким князем Готфрідом Гогенлое-Лангенбурзьким 1931 року, мали п'ятьох дітей;
- Теодора, принцеса Грецька і Данська (13.05.1906 — 16.10.1969) — одружился з принцом Бертольдом Баденським[en] з 1931, мали двох синів і дочку;
- Сесилія, принцеса Грецька і Данська (22.06.1911 — 16.11.1937) — одружилася з Георгом Донатусом[en], наслідним принцом Гессенським з 1931 року, мали двох синів і дочку, загинула разом з чоловіком, свекрухою і двома синами в авіакатастрофі в 1937 році вагітна четвертою дитиною;
- Софія, принцеса Грецька і Данська (26.06.1914 — 3.11.2001) — двічі пошлюблена: в 1930 році з принцом Крістофом Гессенським, народила п'ять дітей; після його загибелі з принцом Георгом Вільгельмом Ганноверським[en] в 1946 році, мали двох синів і дочку;
- Філіп, принц Грецький і Данський (10.06.1921 — 09.04.2021) — одружився в 1947 році з майбутньою королевою Єлизаветою II, дочкою короля Георга VI і леді Єлизавети Боуз-Лайон, отримав титули герцога Единбурзького, графа Меріонетського і барона Гринвіцького, мав трьох синів і дочку.